# Ethel Clayton
Ethel Clayton (Champaign, 8 november 1882 – Oxnard, 6 juni 1966) was een Amerikaanse actrice in het tijdperk van de stomme film.

## Biografie
Clayton werd geboren op 8 november 1882 in Champaign (Illinois) en ging naar de St. Elizabeth's School in Chicago.
Ze debuteerde op het podium als professioneel lid van het koor in een productie in het Chicago Opera House. Daarna speelde ze bij theatergezelschappen in Milwaukee en Minneapolis. Ze was voornamelijk te zien in musicals of musicalrevues zoals Ziegfeld Follies van 1911. Daarnaast speelde Clayton op Broadway onder andere in His Name on the Door (1909), The Brute (1912), The Red Canary (1914), Nobody Home (1915), You're in Love (1917) en Fancy Free (1918).
Na optredens op het witte doek in korte drama's van 1909 tot 1912, speelde ze haar eerste hoofdrol in For the Love of a Girl uit 1912. Daarna volgde een hoofdrol in  When the Earth Trembled uit 1913. Later speelde ze nog in films onder regie van William Demille, Robert G. Vignola, George Melford en Donald Crisp.
Zoals bij veel acteurs en actrices uit het tijdperk van de stomme film deed de komst van de geluidsfilm haar carrière geen goed. Ze speelde daarna enkel nog kleine rollen, vaak niet vermeld op de aftiteling, tot ze in 1948 stopte met acteren. Voor haar bijdragen aan de filmindustrie kreeg Clayton in 1960 een ster op de Hollywood Walk of Fame.
In 1915 trouwde Clayton met acteur-regisseur Joseph Kaufman, het huwelijk duurde slechts drie jaar tot zijn dood in 1918 tijdens de Spaanse griepepidemie. In 1928 trouwde ze met stommefilmacteur Ian Keith, ze gingen uit elkaar op 13 januari 1931. Clayton gaf wreedheid en overmatig drinken aan als reden om te scheiden.
Ze overleed op 6 juni 1966 in Oxnard op 83-jarige leeftijd.